# Hunley – Tauchfahrt in den Tod
Hunley – Tauchfahrt in den Tod (Originaltitel The Hunley) ist ein für das Fernsehen entstandener US-amerikanischer Film aus dem Jahre 1999 in der Regie von John Gray. In Deutschland wurde der Film erstmals 2001 von einem Privatsender gezeigt.
Der Film basiert auf der Geschichte des U-Boots H. L. Hunley während der Belagerung von Charleston im Jahre 1864.

## Handlung
Lieutenant George E. Dixon führt eine Gruppe Freiwilliger an, die sich auf Befehl des Konföderierten-Generals P. G. T. Beauregard erstmals in ein U-Boot begeben, um mit dessen Hilfe die Stadt Charleston aus der Umklammerung der Gegner zu befreien. Nachdem bereits zwei Crews zum Teil gestorben sind, beweist Dixon mit seinen Leuten, dass ein feindliches Schiff versenkt werden kann, das den Hafen der Stadt abriegelt. In der Nacht des 17. Februar 1864 unternimmt die Hunley mit einer neunköpfigen Besatzung einen Angriff. Das Angriffsziel ist die USS Housatonic, ein 1240-Tonnen-Kriegsschiff der Nordstaaten. Am Bug der Hunley wird eine Sprengladung an einer langen Stange befestigt. Die Sprengladung wird in den Rumpf des feindlichen Schiffes gerammt und anschließend aus sicherer Entfernung über einen Seilzug ausgelöst. Die Aktion gelingt – zwar entdeckt die Housatonic die Hunley im letzten Moment und eröffnete das Feuer, ihre eigene Versenkung kann sie jedoch nicht mehr verhindern. Auf dem Rückweg verlieren an Bord der Hunley alle Besatzungsmitglieder auf dramatische Weise ihr Leben.

## Kritik
Das Lexikon des internationalen Films urteilte, es sei ein „aufwendig produzierter Fernsehfilm nach einer wahren Begebenheit, dem trotz seiner Detailfülle einige Längen und dramaturgische Löcher deutlich anzumerken sind.“ Ähnlich schrieb der „Apollo Guide“, der Film „weise trotz Spannung und guten Absichten zu viele Lecks auf, die er nicht stopfen könne“.

## Bemerkungen
Der Soundtrack des Films erschien bei Milan Records.